# Šáteček (rybník)
Rybník Šáteček, někdy také Šátek nebo retenční nádrž R4 Milíčov, je poslední ze soustavy průtočných Milíčovských rybníků na Milíčovském potoce. Nachází se poblíž dvora Milíčov a Milíčovského lesa, severovýchodně od rybníka Vrah. Leží z větší části na území pražské čtvrti Petrovice (městský obvod Praha 10), pouze menší část na jihozápadě patří do čtvrti Háje (městský obvod Praha 4).

## Popis a historie
Na rozdíl od ostatních rybníků soustavy na Milíčovském potoce (Milíčovský, Kančík, Homolka, Vrah), které mají původ už v 18. století, vznikl Šáteček jako retenční nádrž při výstavbě sídliště Jižní Město, tedy v osmdesátých letech 20. století. Jeho hlavním účelem je především zachycování nárazových srážek na území povodí Milíčovského potoka, které má včetně dešťové kanalizační sítě rozlohu téměř 2 km2. Nádrž se 4 m vysokou a 265 m dlouhou hrází může při povodních pojmout až 68 820 m3 vody, zatopená plocha je projektována na 32 300 m2.
Zemní sypaná hráz je na severovýchodní straně nádrže, nedaleko ulice Novopetrovická. Má návodní těsnění z betonových bloků, uprostřed hráze je vodohospodářský objekt s výpustným zařízením. Po hrázi vede asfaltovaná cesta od jižněji ležícího rybníka Vrah k silnici, podél ní bylo vysazeno stromořadí dubů. Ostatní strany jsou porostlé vegetací (rákosiny, břehové ostřicové porosty, mokřadní vrbové křoviny) a obejít celou nádrž se pohodlně nedá. Vyskytují se tu běžné druhy ptáků, obojživelníků, vodních měkkýšů i motýlů.
Šáteček je ve správě Lesů hl. m. Prahy. Je využíván k chovu ryb, zejména kaprů, přesazovaných pak do revírů pro sportovní rybáře.

## Galerie

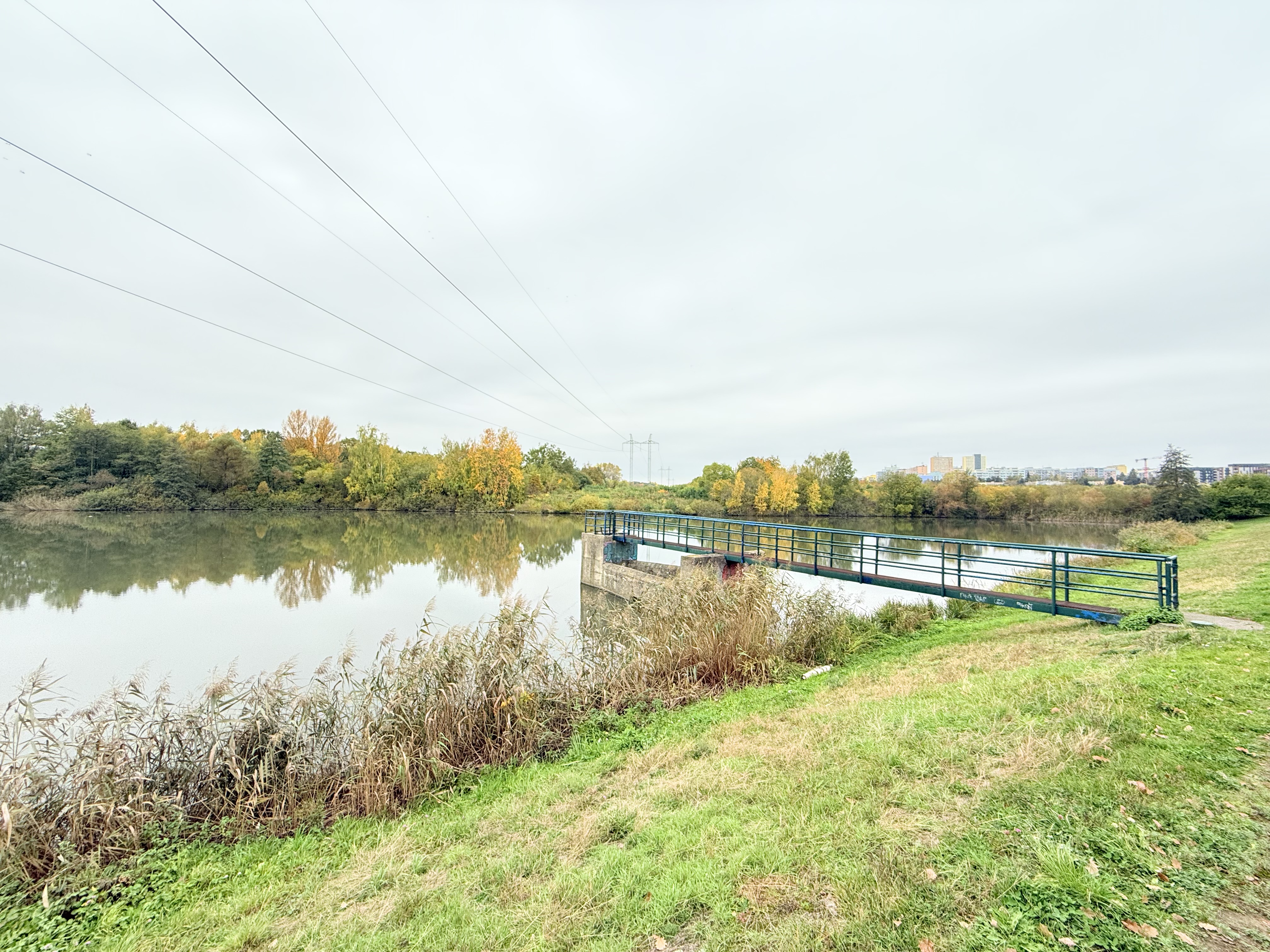
Rybník Šáteček, výpusť (2024)
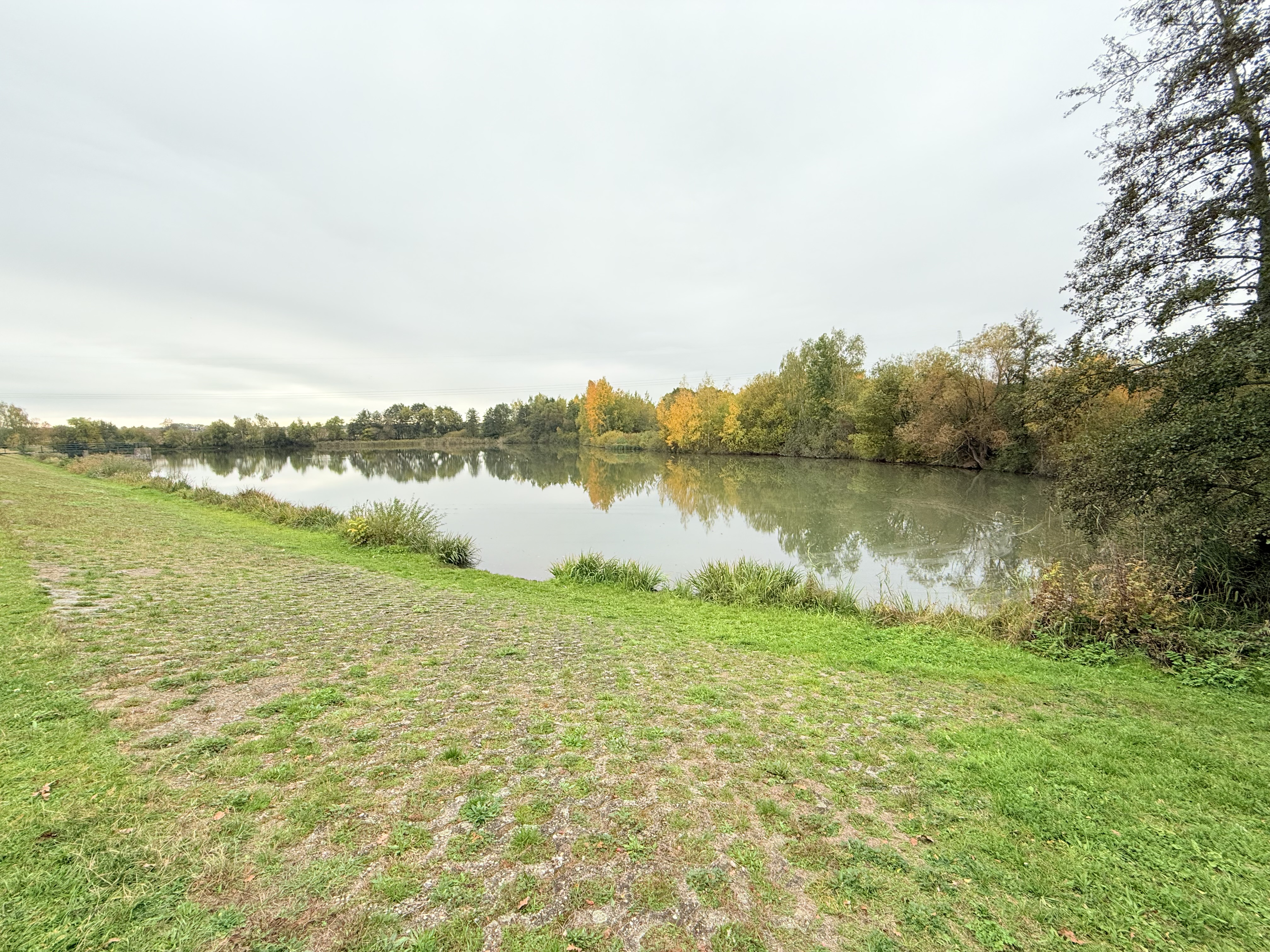
Rybník Šáteček, pohled od severozápadu směrem na Křeslice (2024)
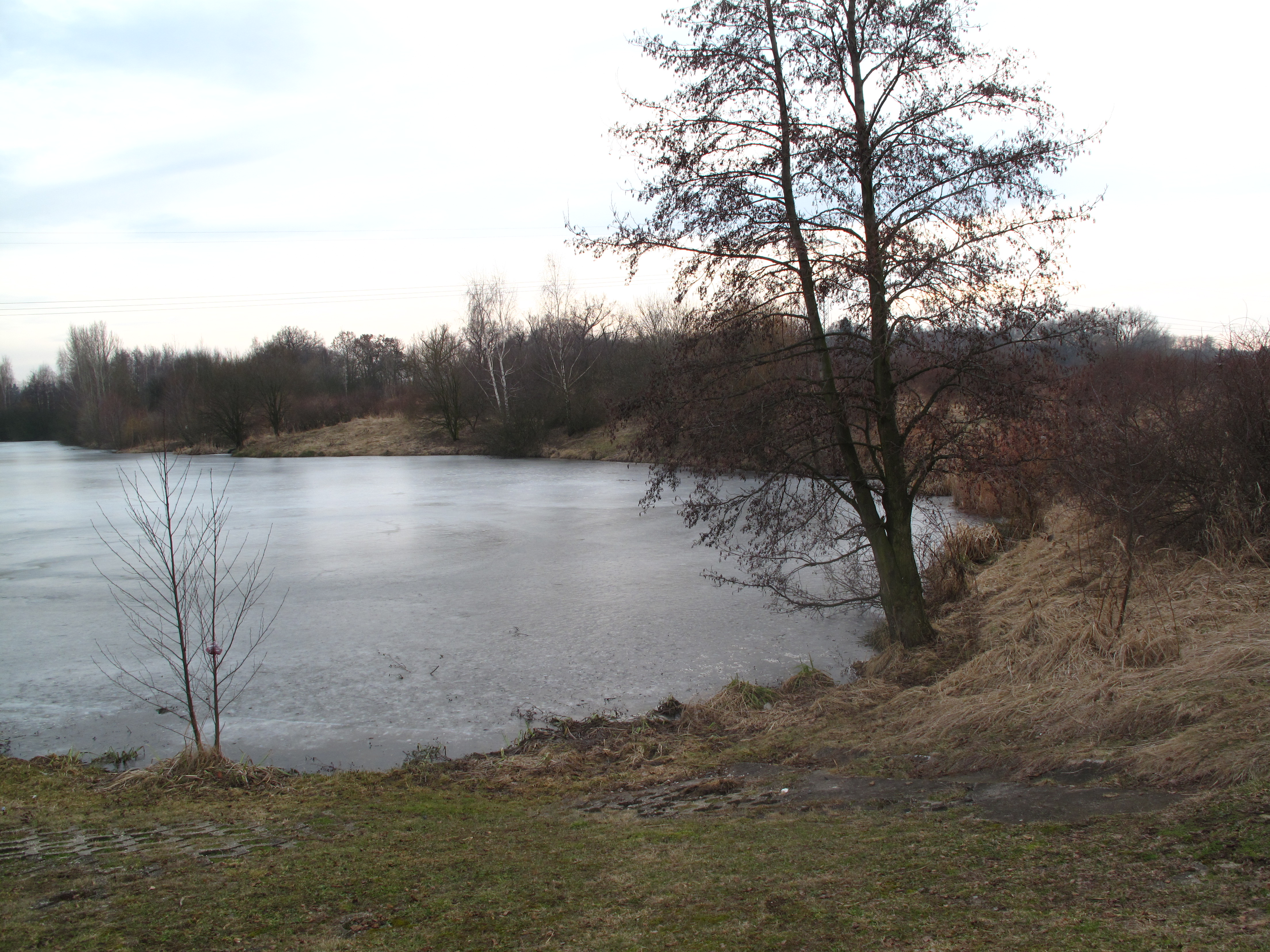
Rybník Šáteček, zima 2011